# Хэппи-энд (фильм, 2017)
«Хэппи-энд» (англ. Happy End) — драматический фильм 2017 года, поставленный режиссёром Михаэлем Ханеке. Лента была отобрана для участия в основной конкурсной программе 70-го Каннского международного кинофестиваля (2017) .

## Сюжет
В основе сюжета фильма, действие которого происходит на фоне миграционного кризиса в ЕС, рассказ о богатой французской семье, которая живёт во французском Кале за несколько километров от лагеря мигрантов, и повседневные житейские трудности её членов.

## В ролях
- Изабель Юппер — Анна Лоран[4]
- Жан-Луи Трентиньян — Жорж Лоран, отец Анны
- Матьё Кассовиц — Тома Лоран, брат Анны
- Фантина Ардуан[фр.] — Ева Лоран, дочь Тома
- Франц Роговски — Пьер Лоран, сын Анны
- Лора Верлинден[фр.] — Анаис, жена Тома
- Тоби Джонс — Лоуренс Брэдшоу, жених Анны
- Набиха Аккари[фр.] — Джамиля, служанка семьи Лоран
- Хассам Ганси — Рашид, слуга семьи Лоран

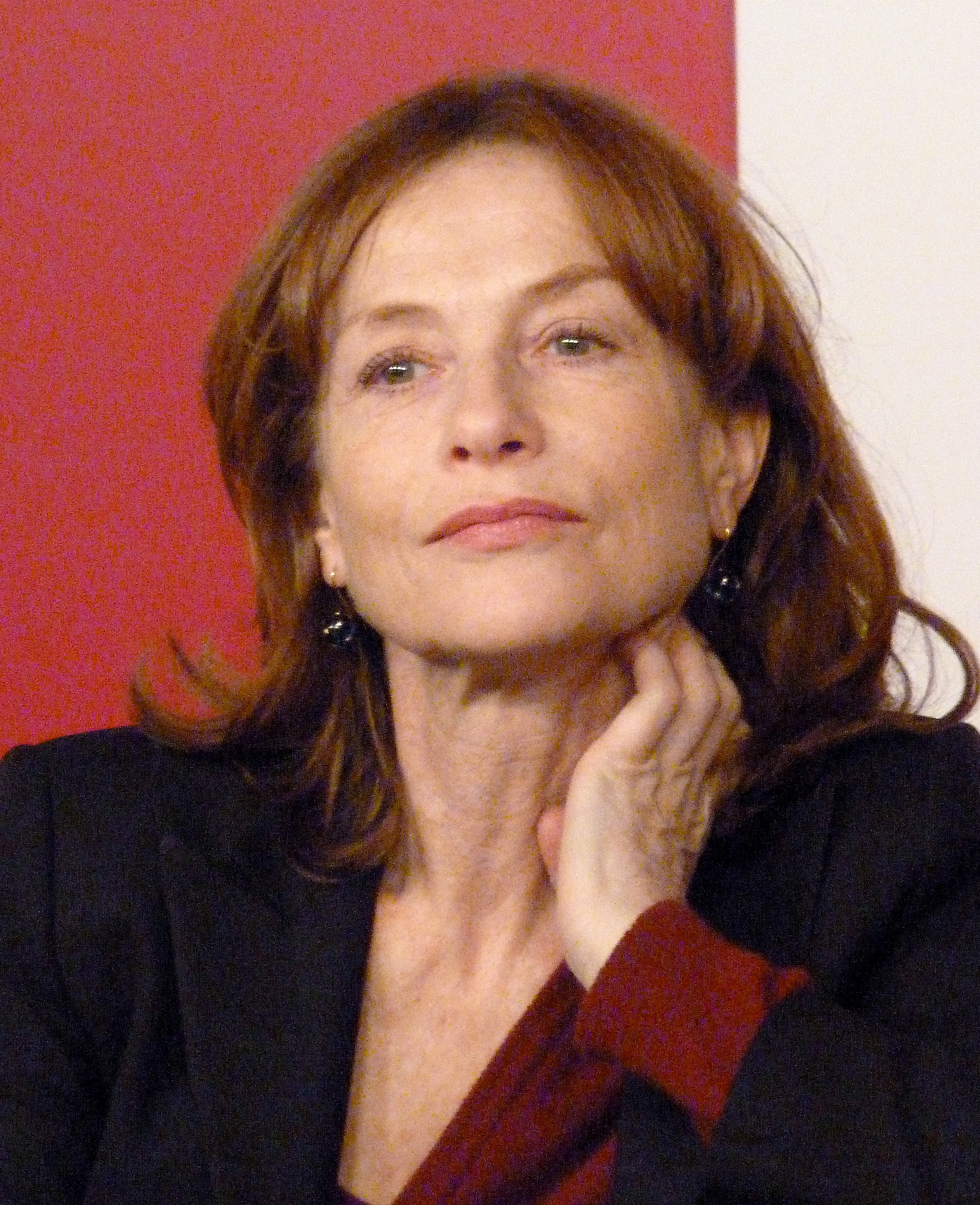
Изабель Юппер, исполнительница роли Анны

- Доминик Беснеар[фр.] — Марсель

## Съёмочная группа
- Автор сценария — Михаэль Ханеке
- Режиссёр-постановщик — Михаэль Ханеке
- Продюсер — Маргарет Менегоз[фр.]
- Оператор — Кристиан Бергер
- Монтаж — Моника Вилли
- Художник по костюмам — Катрин Летерье[фр.]
- Арт-директор — Энтони Нил

## Награды и номинации
| Список наград и номинаций       | Список наград и номинаций | Список наград и номинаций                     | Список наград и номинаций | Список наград и номинаций |
| Кинопремия                      | Дата церемонии            | Категория                                     | Результат                 | Ист                       |
| ------------------------------- | ------------------------- | --------------------------------------------- | ------------------------- | ------------------------- |
| Каннский кинофестиваль          | 28 мая 2017               | Золотая пальмовая ветвь                       | Номинация                 | [ 2 ]                     |
| Сиднейский кинофестиваль        | 2017                      | Лучший фильм                                  | Номинация                 |                           |
| Премия Европейской киноакадемии | 9 декабря 2017            | Лучший европейский актёр (Жан-Луи Трентиньян) | Номинация                 |                           |
| Премия Европейской киноакадемии | 9 декабря 2017            | Лучшая европейская актриса (Изабель Юппер)    | Номинация                 |                           |
| Магритт                         | 3 февраля 2018            | Самая многообещающая актриса (Фантина Ардуан) | Номинация                 |                           |